# 日本とマレーシアの関係
日本とマレーシアの関係（にほんとマレーシアのかんけい、マレー語: Hubungan Malaysia - Jepun、英語: Japan–Malaysia relations）では、日本とマレーシアの二国間外交関係について解説する。
両国関係の歴史で最も古いものは15世紀のマラッカ王国と琉球王国間の交易関係である。これは大日本帝国の台頭とその後のイギリス領マラヤへの侵攻と占領の20世紀に至るまで良好なままだった。日本はマレーシアの首都クアラルンプールに大使館を設置し、マレーシアは日本の東京都渋谷区に大使館を設置している。
マレーシアは、かつてマハティール・ビン・モハマド元首相が「日本に手本にした国造りをする」という「ルックイースト政策（東方政策）」を長期間推進していたこともあり、世界有数の親日国家と言える。

## 歴史

### 海洋交易
15世紀、琉球王国とマラッカ王国との間には交易関係があった。海洋交易を行っていた東南アジアの王国は、日本とは銀、刀、扇、漆器、屏風の取引を、中国とは漢方薬、硬貨、釉薬、絹織物、織物の取引を東南アジアのスオウ、サイの象牙、スズ、砂糖、鉄、龍涎香、インドゾウの象牙、アラビアの乳香が取引していた。歴代宝案には東南アジアの王国と琉球王国間の公式な外交の船の行き来は、1424年から1630年の間で、全部で150回にのぼり、そのうち61回はシャム行きのもの、10回はマラッカ行のもの、10回はパタニ行きのもの、8回はジャワ行きのものだったという記録が残っている。

### 第二次世界大戦
1941年12月8日に開始されたマレー作戦で、日本軍は英領マラヤに対して侵攻を開始し、連合軍を圧倒した。日本による占領期には、日本軍の中国系住民に対する差別・弾圧から、中国系共同体では反日感情が高まり、マレー半島におけるマラヤ人民抗日軍の勢力拡大につながった。なお、ヌグリ・スンビラン州では中国系住民の弾圧が最も激しかった地域であり、日本軍によって住民ごと消失した村も存在する。実際に、スレンバン出身で尚美学園大学准教授である荘発盛は、大学留学以降日本に在住しているが、同州で起きた虐殺事件に関しては今でも許す事が出来ず、否定する日本人に対して怒りを顕にしている。
運動は日本人をイギリスの統治からの救世主として描く「アジア人のためのアジア」という日本軍によるプロパガンダによって団結していたマレー系、インド系の人々からは十分な支援を受けることができなかった。現地の人々は東南アジアで日本を相手にヨーロッパの植民地主義者が敗走するのを見て、独立への期待を抱いた。マレー青年団は日本人とともに、イギリスの植民地主義に反対するイデオロギーの拡散に努めた。しかし、日本の当局は現地の人々の独立の要求を受け入れなかった。日本の戦況の悪化により、第二次世界大戦終了時、イギリスは北ボルネオとともにマラヤとシンガポールを取り戻すことができた。
連合国に敗北し、その後占領された日本は、近隣諸国との国交回復を模索していた。1957年8月31日、マレーシアはイギリスから独立し、その後日本と国交を樹立した。 1957年9月9日、日本はクアラルンプールに大使館を設置した。

#### 第二次世界大戦中の日本に対する現代マレーシア人の評価
2008年に外務省がASEAN主要6か国（インドネシア、マレーシア、フィリピン、シンガポール、タイ、ベトナム）に対日世論調査（一カ国約300名、TNSシンガポール社に調査依頼）をしたところ、「第二次世界大戦中の日本について、現在あなたはどうお感じですか」という設問において、以下のような結果だった。
| 項目                                     | シンガポール | マレーシア | タイ | インドネシア | フィリピン | ベトナム | 合計 |
| ---------------------------------------- | ------------ | ---------- | ---- | ------------ | ---------- | -------- | ---- |
| 悪い面で忘れることは出来ない             | 23%          | 27%        | 14%  | 18%          | 27%        | 12%      | 20%  |
| 悪い面はあったが、今となっては気にしない | 69%          | 65%        | 68%  | 70%          | 59%        | 78%      | 68%  |
| 全く問題にしたことはない                 | 5%           | 5%         | 13%  | 5%           | 14%        | 9%       | 9%   |
| 分からない                               | 3%           | 3%         | 5%   | 7%           | 0%         | 1%       | 3%   |

### ルック・イースト政策
「ルックイースト政策」は、1982年2月8日、クアラルンプールのヒルトン・ホテルで行われた「日本マレーシア経済協議会（MAJECA/JAMECA）第5回合同年次総会」において、第4代マレーシア首相のマハティール・ビン・モハマドによって提唱された経済政策である。この政策は1981年10月に首相によって提唱された「バイ・ブリティッシュ・ラスト」政策に続くものである。
この政策では日本を東洋の大国とみなし、西洋の先進国よりもこの国の勤労の道徳、政策など様々な先進産業と経済部門にならうことを模索した。学生と公務員が産業、技術、行政および民間部門の留学のために送られた。最大で15000人のマレーシア人がこの政策によって恩恵を受けたと思われており、現在マレーシア政府は環境技術や生物工学を含めるよう政策を変更することを模索している。

## マレーシア人の対日・対日本人感情
| 調査対象国     | 肯定 | 否定 | どちらでもない | 肯定-否定 |
| -------------- | ---- | ---- | -------------- | --------- |
| 中国           | 4%   | 90%  | 6              | -86       |
| 韓国           | 22%  | 77%  | 1              | -55       |
| パキスタン     | 51%  | 7%   | 42             | 44        |
| フィリピン     | 78%  | 18%  | 4              | 60        |
| オーストラリア | 78%  | 16%  | 6              | 62        |
| インドネシア   | 79%  | 12%  | 9              | 67        |
| マレーシア     | 80%  | 6%   | 14             | 74        |

ピュー・リサーチ・センターが定期的に実施している世界各国を対象とした対他国感情に関する調査によれば、マレーシア人の対日・対日本人感情は好意的な回答を示しており、2013年度調査では、対日・対日本人感情の好意的な回答が全調査対象国のなかでトップであり、マレーシア人の80%が日本を肯定的に見て、6%が否定的な見解を示している。2014年にピュー・リサーチ・センターが44カ国の4万8643人を対象に実施した調査では、マレーシア人回答者の75%が日本を「好き」「とても好き」と回答し、中国（同調査71%）、アメリカ（同調査51%）の好感度を上回っている。同調査によると、日本への好感度は、全調査対象国のうち、マレーシア、フィリピン、タイ、ベトナムなどの東南アジアにおいて高い傾向にあり、さらに2016年に外務省が東南アジア各国に対日世論調査（一カ国約300名、Ipsos香港社に調査依頼）をしたところ、全般的に、東南アジア各国のなかでもインドネシア、フィリピン、ベトナム、マレーシア、タイの5か国の国民は、自国と日本との関係について、かなり好意的であることがわかった。

## 経済的関係
2011年のマレーシアと日本の貿易額の合計はマレーシアから日本への輸出が800億リンギット、日本からマレーシアへの輸入が653億リンギットで、合計1453億リンギットだった。日本企業1400社がマレーシアで活動しており、11000件以上の求人を生んでいる。
日本の液化天然ガスの輸入は34%増加した。2007年以前は両国間の為替レートは赤字だった。
ハラール産業では、マレーシア政府によるハラール規格の認証を受けたマレーシアの企業だけが日本市場に参入することができる。日本におけるハラールパークの建物もまたハラール制度に配慮したものである。
マレーシアは、日本人にとって人気の高い観光旅行先であり、また日本人の長期滞在先としては世界一の人気を誇る国である。近年は、マレーシアから日本への観光客も増えている。

## 公式訪問

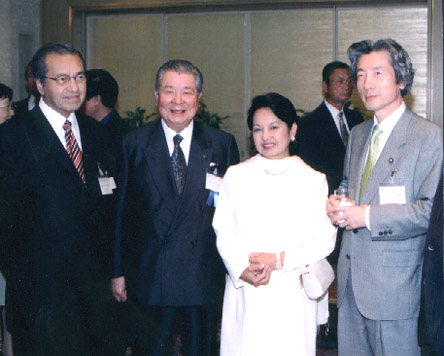
マハティール・ビン・モハマドと小泉純一郎 (2002年5月21日)

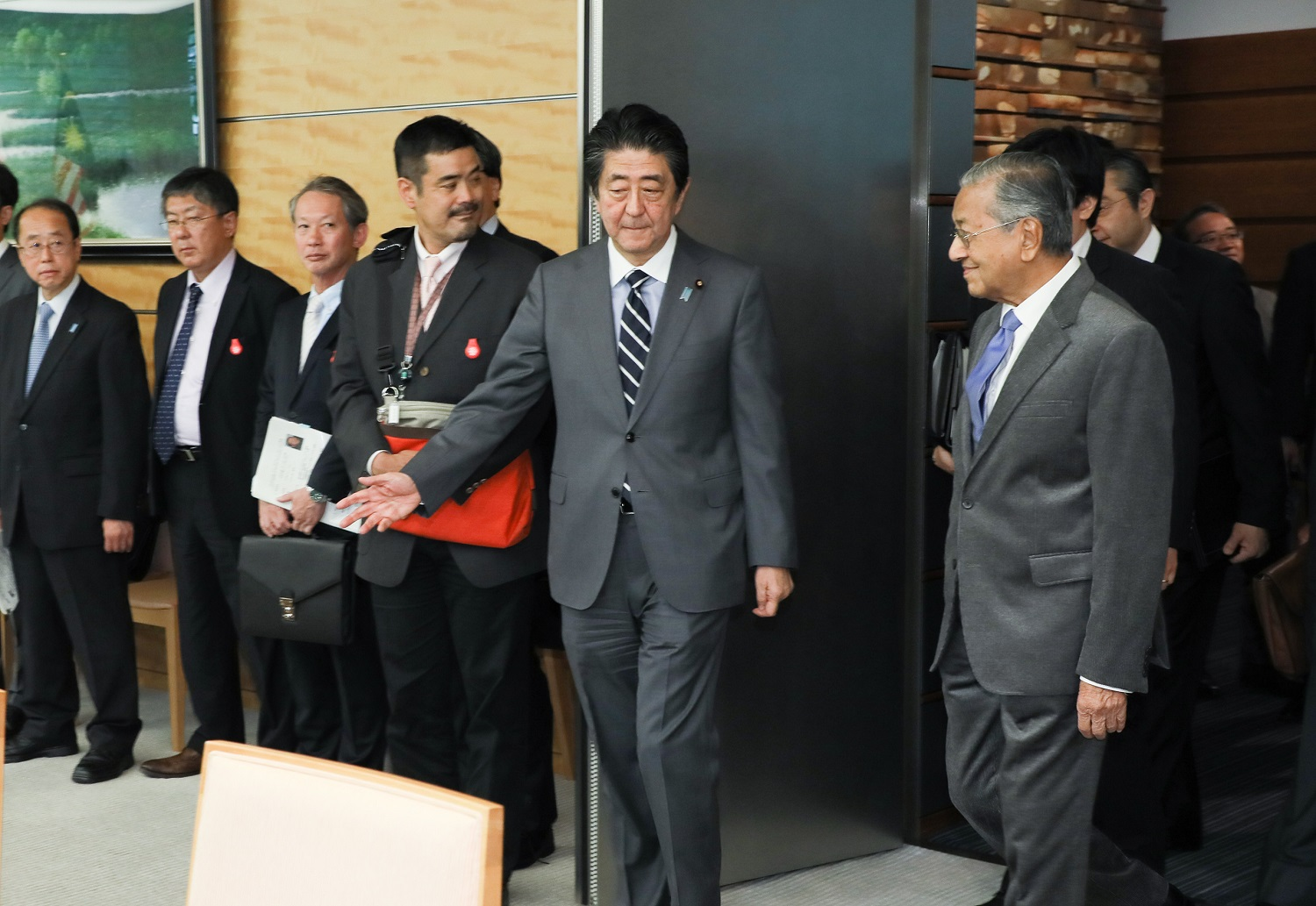
マハティール・ビン・モハマドと安倍晋三（2019年5月31日）

日本政府の要人とマレーシア政府の要人は互いに数多く公式訪問している。1964年には第3代国王サイド・プトラが来日し、昭和天皇と面談している。2005年、第12代マレーシア国王が日本を訪問し、2006年には天皇皇后がマレーシアを訪問している。日本とマレーシアはともに、東アジアサミット、アジア太平洋経済協力、ASEAN+3と世界貿易機関の加盟国である。

## 外交使節

### 駐日マレーシア大使館
- 住所：東京都渋谷区南平台町20-16
- アクセス：東急東横線代官山駅正面口、あるいは渋谷駅南口

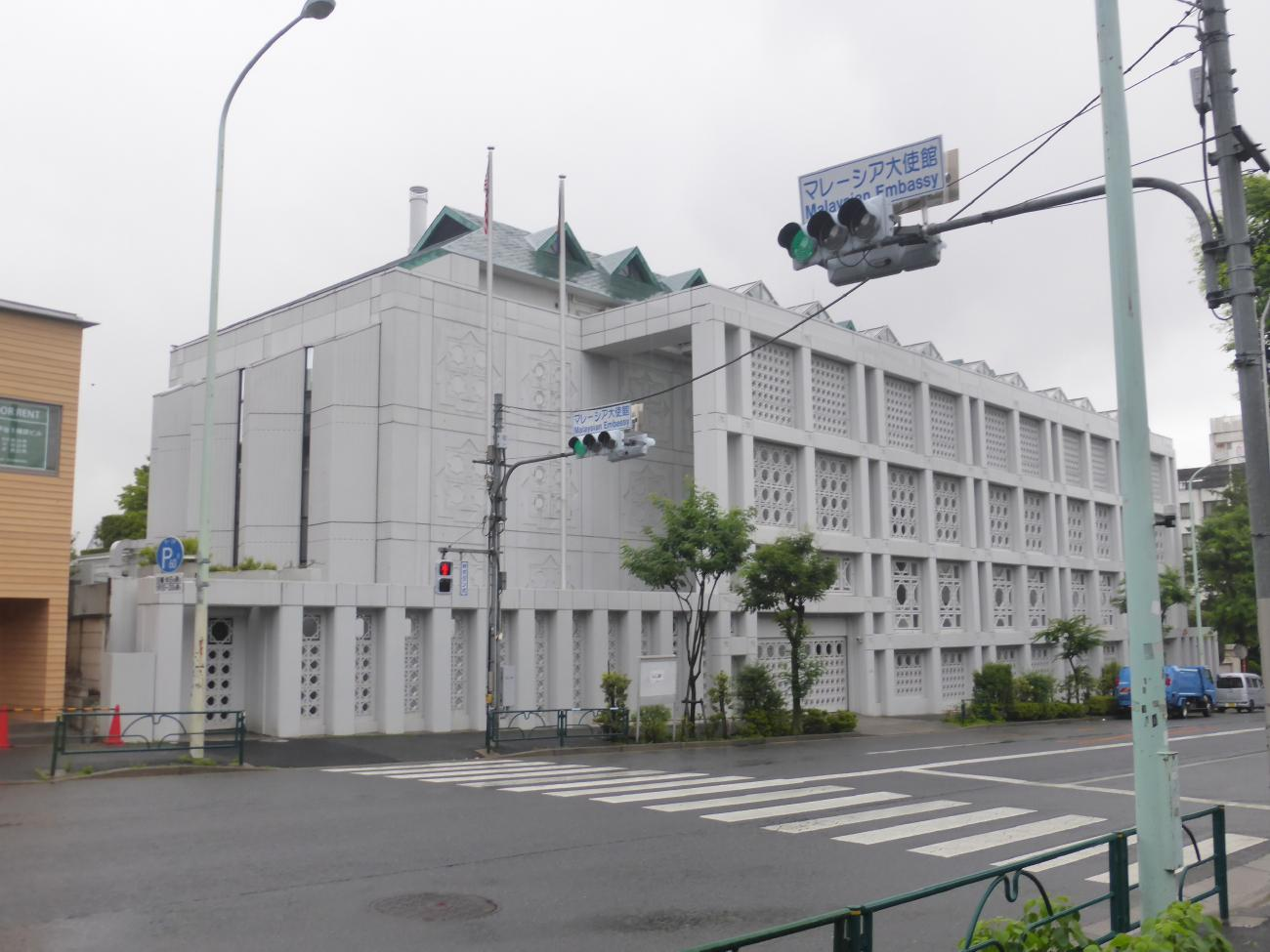
マレーシア大使館全景
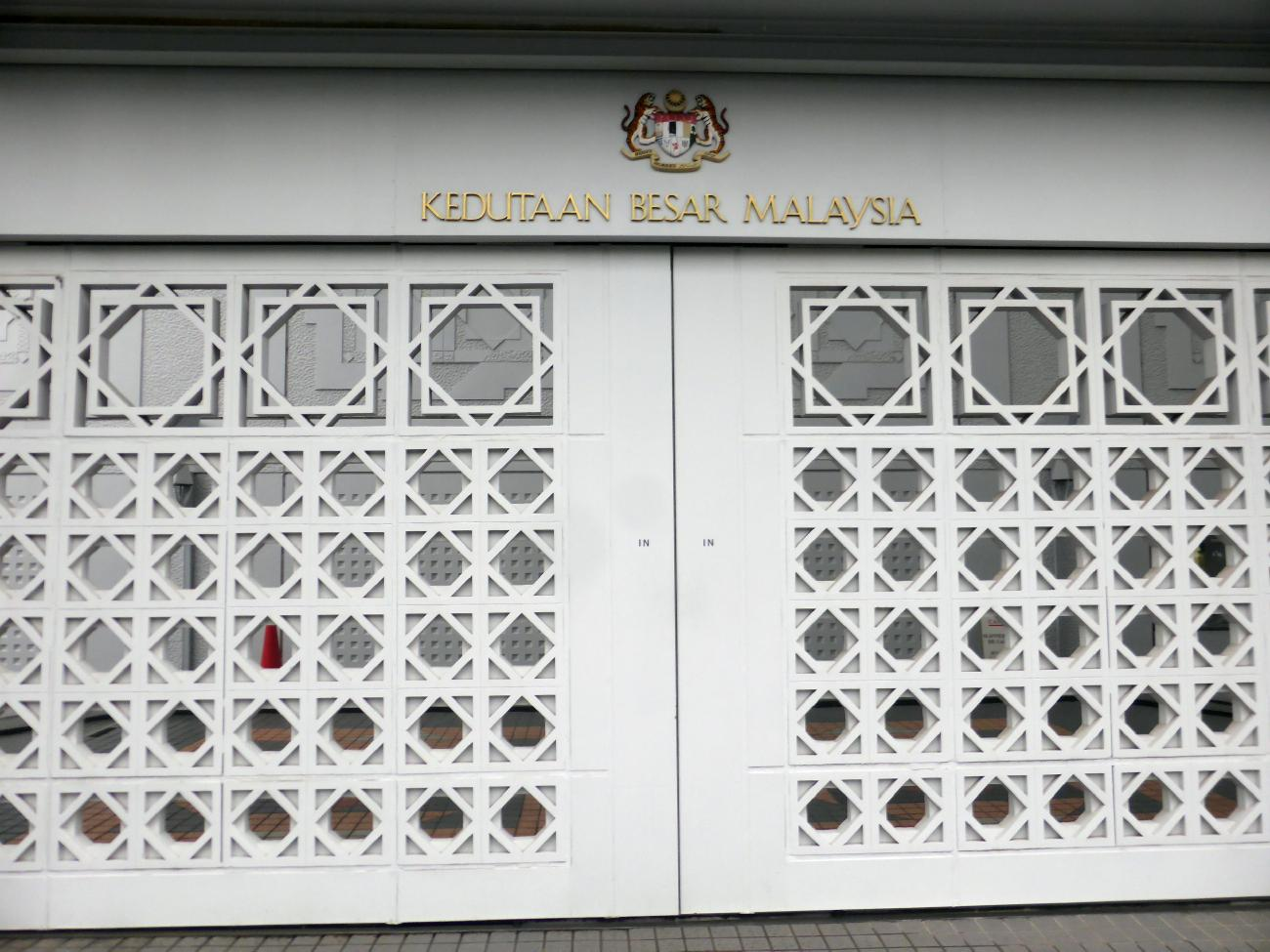
マレーシア大使館正門

### 駐日マレーシア大使
1. リー・チャン・ケン（1958～1961年）
2. シャイ・シェー・シャハブディン（1961～1964年）
3. プトラ・イブニ・アルマルム・スルタン・イブラヒム （1964～1967年）
4. ザイトン・ビン・イブラヒム（1967～1968年）
5. フセイン・モハメド・オスマン（1969～1972年）
6. Raja Tan Sri Aznam Raja Ahmad（1972～1974年）
7. リム・テック・チューン（1974～1981年、信任状捧呈は10月17日[16]）
8. ジャマルディン・アブ・バカル（1981～1986年）
9. アフマド・カミル・ジャアファル（マレー語版）（1986～1989年）
10. Muhammad Khatib Abdul Hamid（1989～1999年、信任状捧呈は7月4日[17]）
11. マルズキ・モハマド・ノール（1999～2006年、信任状捧呈は9月20日[18]）
12. モハメッド・ラジィ・アブドゥル・ラーマン（2006～2009年、信任状捧呈は10月25日[19]）
13. シャハルディン・ビン・モハマッド・ソム（2009～2014年、信任状捧呈は2010年1月13日[20]）
14. アハマッド・イズラン・ビン・イドゥリス（2015～2018年、信任状捧呈は4月15日[21]）
  - （臨時代理大使）ファドリ・ビン・アディラ（2018～2019年）
15. ダト・ケネディ・ジャワン（2019～2021年、信任状捧呈は4月5日[22]）
  - （臨時代理大使）ノル・アザム・ビン・モハマド・イドルス（2021～2022年）
16. シャフリル・エフェンディ・アブドゥル・ガニー（2022年～、信任状捧呈は12月26日[23]）